# ليو كاودونج
ليو كاودونج مواليد 22 فبراير 1985 في تشونغتشينغ - الوفاة 08 يونيو 2011، كان سائق راليات صيني بدأ مسيرته في سنة 2008. كان أول رالي له هو رالي نيوزيلندا 2008. تنافس في بطولة العالم للراليات.

## روابط خارجية
- ليو كاودونج على موقع eWRC-results.com (الإنجليزية)